# サテン・ドール
「サテン・ドール」(Satin Doll) は、デューク・エリントンとビリー・ストレイホーンが作曲し、ジョニー・マーサーが作詞したジャズのスタンダード曲。1953年に書かれたこの曲は、同年にエリントン楽団によってインストゥルメンタル曲として録音された後、ジョニー・マーサーが歌詞を載せた。以降、エラ・フィッツジェラルド、101ストリングス・オーケストラ、テリー・キャリアー、ナンシー・ウィルソンなどによって取り上げられた。この曲のポピュラー和声としてのコード展開は変わったものであり、冒頭部ではii-V-I 進行が用いられている。

## 背景

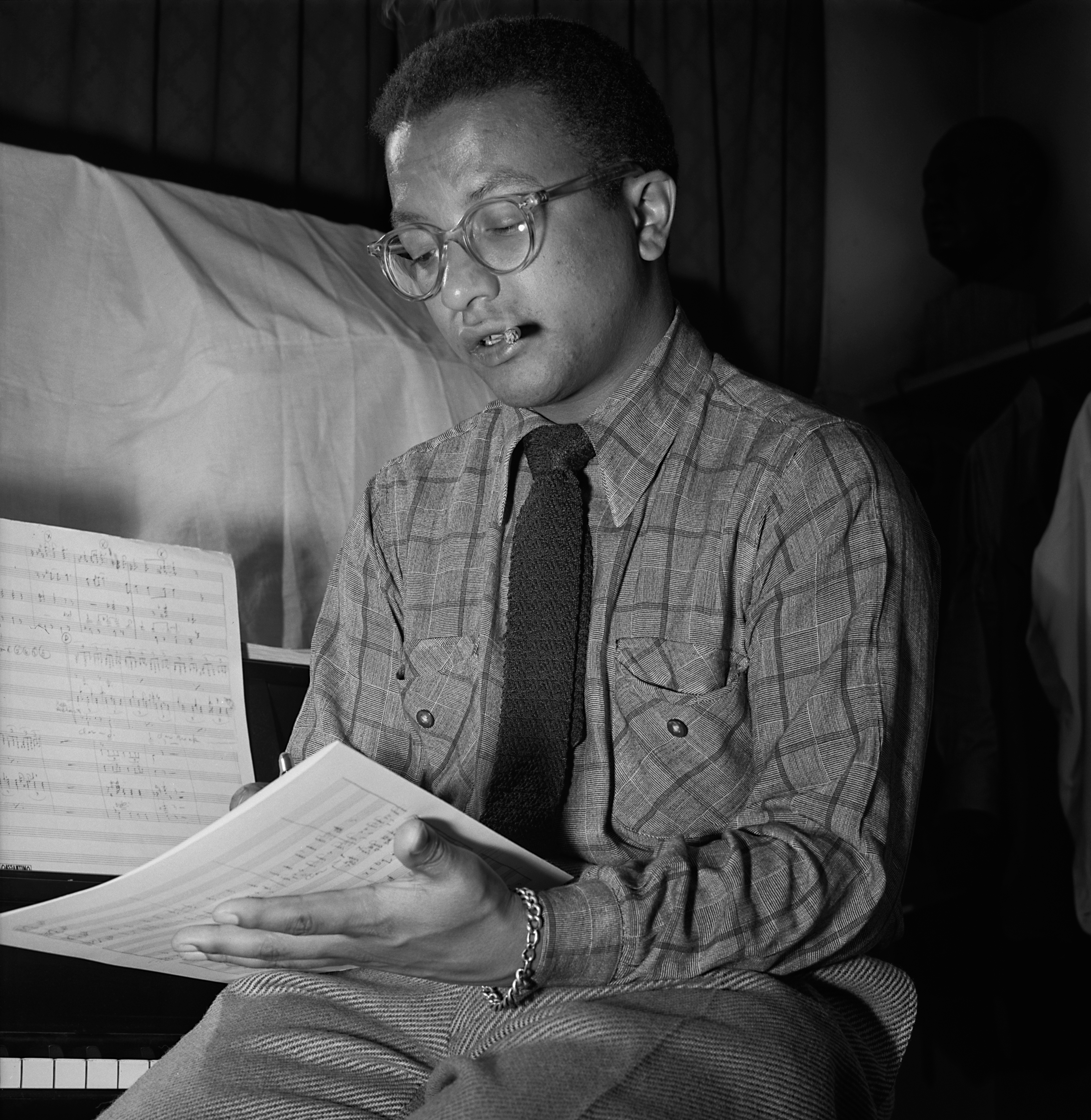
ビリー・ストレイホーン

ジョニー・マーサーは、既に人気の出ている楽曲に後から歌詞を載せるという依頼を受けることがよくあった。「サテン・ドール」の歌詞は、この曲がインストゥルメンタル曲としてヒットした後に書かれた。エリントンは、多くのコンサートで、最後の曲として「サテン・ドール」を用いていた。

## 様々なバージョン
- デューク・エリントン – Capitol Sessions 1953–1955 (1953)[3]
- ゲイローズ（英語版） – 1958[4]
- ビル・ドゲット（英語版） – Salute to Duke Ellington (King, 1959)
- ザ・コースターズ – One by One (1960)[5]
- ハリー・ジェイムス – Harry James...Today (MGM, 1960)
- エラ・フィッツジェラルド – Ella in Hollywood (1961)[3]
- マッコイ・タイナー – Nights of Ballads & Blues (1963)[3]
- インプレッションズ – The Never Ending Impressions (1964)
- ブロッサム・ディアリー – Blossom Time at Ronnie's (1966)[3]
- 笠井紀美子 – サテン・ドール / Satain Dall (CBS/Sony, 1972) - with Gil Evans Orchestra[6]
- シカゴ - シカゴVIII / Chicago VIII (1974)
- オスカー・ピーターソン・アンド・クラーク・テリー – Oscar Peterson & Clark Terry (1975)[3]
- ジョー・サンプル – The Three (1975)[3]
- デューイ・レッドマン – African Venus (1992)[3]
- デイヴ・グルーシン - Homage to Duke (1993)
- ドクター・ジョン – Duke Elegant (1999)
- ハンク・ジョーンズ – Someday My Prince Will Come (2002)[3]